# Aballay, el hombre sin miedo
Aballay, el hombre sin miedo è un film del 2010 diretto da Fernando Spiner.